# Vinho jordaniano

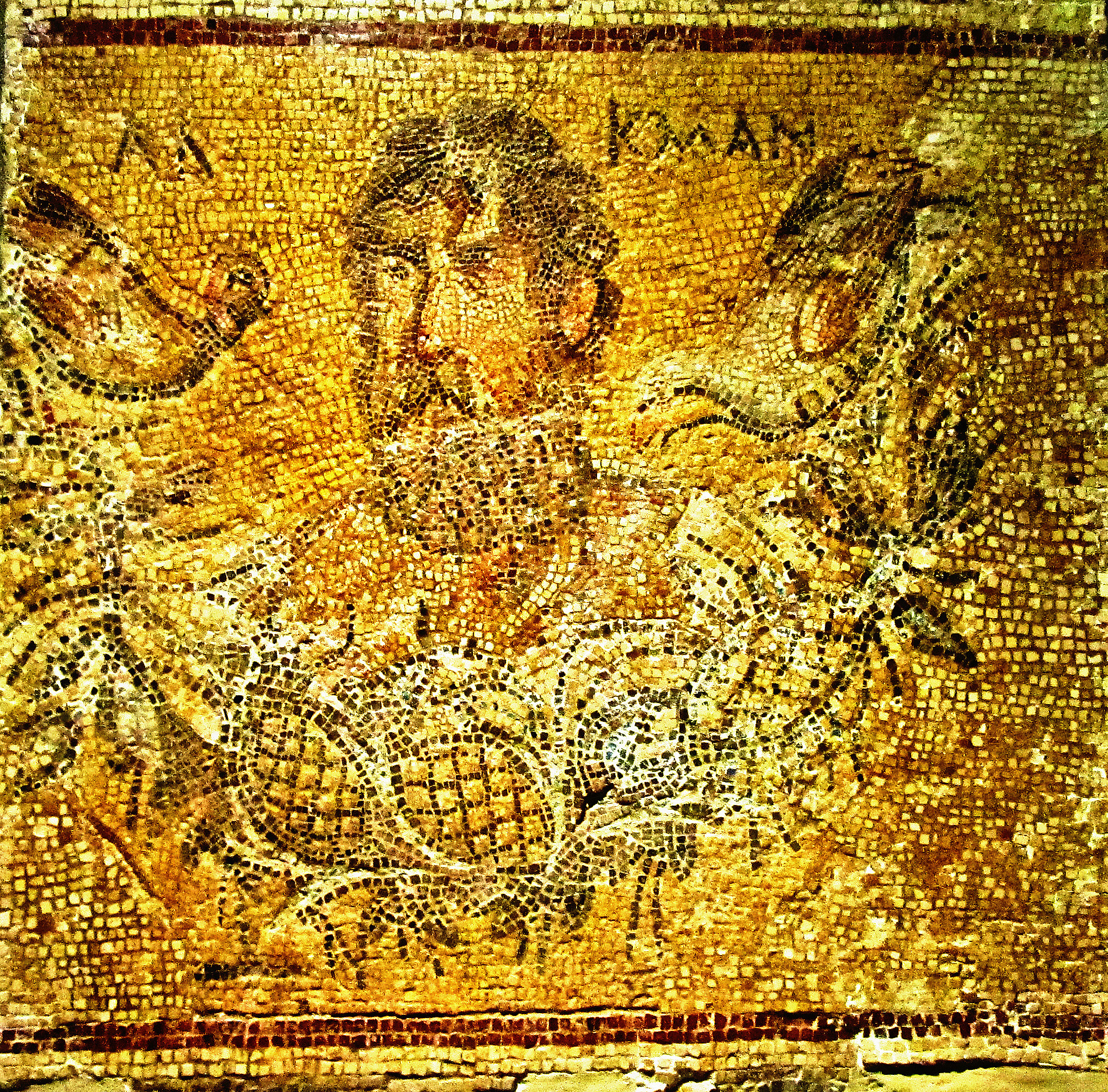
Mosaico romano em Gérasa, Jordânia mostrando o poeta grego Alcmano bebendo vinho. Final do século II e III

O vinho jordaniano é produzido por duas vinícolas, com uma produção anual de quase um milhão de garrafas por ano. A Jordânia tem uma longa tradição de produção de vinho, que remonta a tempos nabateus.
Escavações arqueológicas perto de Petra descobriram pelo menos 82 prensas de vinho de escala industrial que remontam aos tempos nabateus. Várias fontes sugerem que o vinho servido a Jesus durante a Última Ceia veio de Umm Qais, no norte da Jordânia.
A moderna indústria vinícola da Jordânia foi fundada em 1975 pela empresa de destilação Haddad. Duas vinícolas existem na Jordânia hoje. Zumot e Haddad, produzindo vinhos do Rio São Jorge e Rio Jordão, respectivamente. Ambas as vinícolas têm suas vinhas em Mafraque, no norte da Jordânia, onde a alta altitude, a água subterrânea e o solo rico em basalto fornecem condições adequadas. As duas empresas têm uma produção anual estimada em um milhão de litros por ano, a maior parte para o consumo interno. Em 2018, foi relatado que os vinhos do rio Jordão tinham ganho 96 prêmios, e o Saint George reivindicou 23 prêmios.